# Charlotte Russe

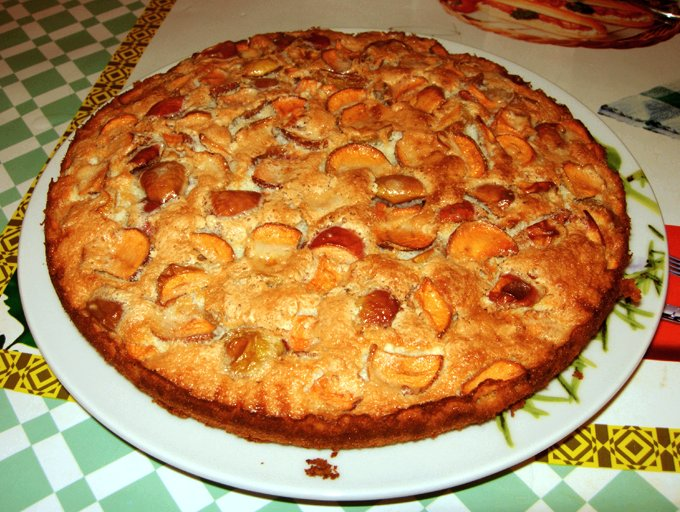
Charlotte Russe

A Charlotte Russe ou charlota russa é uma sobremesa que faz parte da culinária russa. Não é mais do que a ligação entre palitos à la reine com um creme aromático feito com chocolate e café. Esta sobremesa foi criada em São Petersburgo e, por essa razão, entrou na história da culinária com o nome de Charlotte Russe. O seu criador foi Antoine Carême (1784-1833), gastrônomo francês que a criou para os czares.